# Emerentiana
Emerentiana var en jungfrumartyr som stenades till döds cirka år 304. Hon vördas som helgon inom Romersk-katolska kyrkan. Hennes minnesdag firas den 23 januari. 
Enligt legenden var hon fostersyster till Agnes. Emerentiana stenades till döds av hedningar, då hon påträffades i bön vid Agnes grav.
I norra Rom finns en modern kyrka helgad åt Emerentiana – Sant'Emerenziana.